# OMI (Maschine)
OMI war eine Serie von Rotor-Chiffriermaschinen, deren erstes Modell OMI Alpha im Jahr 1939 entstand, also unmittelbar vor dem Zweiten Weltkrieg. Gelegentlich wird sie auch als „italienische Enigma“ bezeichnet. Nach dem Krieg, um 1954, also während der Frühzeit des Kalten Krieges, folgte der OMI Criptograph,  gegen Ende der 1950er-Jahre dann der OMI Cryptograph-CR und schließlich in den frühen 1960er-Jahren der OMI Cryptograph-CR Mk II. Entwickelt und gefertigt wurden alle durch die italienische Firma Ottico Meccanica Italiana (kurz: OMI; deutsch „Italienische Optomechanik“), die 1926 durch  Umberto Nistri (1895–1962) in Rom gegründet worden war.

## OMI Alpha
Die OMI Alpha war ähnlich wie die deutsche Enigma D aufgebaut, hatte aber fünf Rotoren (und nicht nur vier).

## OMI Criptograph
Der OMI Criptograph war die Nachkriegsversion der Alpha und unterschied sich kryptographisch nur wenig von ihr.

## OMI Cryptograph-CR
Der OMI Cryptograph-CR war der technisch weiterentwickelte Nachfolger des Criptograph, der sich kryptographisch jedoch nur wenig von seinen Vorgängern unterschied.

## OMI Cryptograph-CR Mk II
Der OMI Cryptograph-CR Mk II (auch: Cryptograph-CR-2) war das technisch am weitesten fortgeschrittene Modell der Serie und gleichzeitig deren Abschluss. Wie ihre Vorgänger verfügt auch die CR-2 über fünf austauschbare Rotoren. Außerdem enthält sie einen Stator und einen Reflektor, die beide nicht austauschbar sind und sich auch nicht drehen, jedoch beide auf 26 verschiedene Positionen einstellbar sind. Eine kryptographische Stärke aller OMI-Modelle ist die unregelmäßige Fortschaltung der Rotoren.